# Promozione Trentino-Alto Adige 1986-1987
Nella stagione 1986-1987 la Promozione era sesto livello del calcio italiano (il massimo livello regionale). Qui vi sono le statistiche relative al campionato in Trentino-Alto Adige.
Il campionato è strutturato in vari gironi all'italiana su base regionale, gestiti dai Comitati Regionali di competenza. Promozioni alla categoria superiore e retrocessioni in quella inferiore non erano sempre omogenee; erano quantificate all'inizio del campionato dal Comitato Regionale secondo le direttive stabilite dalla Lega Nazionale Dilettanti, ma flessibili, in relazione al numero delle società retrocesse dal Campionato Interregionale e perciò, a seconda delle varie situazioni regionali, la fine del campionato poteva avere degli spareggi sia di promozione che di retrocessione.

## Squadre partecipanti
| Squadra                         | Città                        |
| ------------------------------- | ---------------------------- |
| U.S. Alense                     | Ala (Italia) (TN)            |
| A.C. Bolzano                    | Bolzano (BZ)                 |
| U.S. Borgo                      | Borgo (TN)                   |
| S.S.V. Bressanone / Brixen      | Bressanone (BZ)              |
| A.S. Fersina                    | Pergine Valsugana (TN)       |
| U.S. Gardolo                    | Trento (TN)                  |
| U.S. Garibaldina                | San Michele all'Adige (TN)   |
| A.S. Laives / Leifers           | Laives (BZ)                  |
| Lana S.V.                       | Lana (Italia) (BZ)           |
| U.S. Lavis                      | Lavis (TN)                   |
| U.S. Levico Terme               | Levico Terme (TN)            |
| F.C. Neumarkt / Egna            | Egna (BZ)                    |
| A.C. Pinzolo                    | Pinzolo (TN)                 |
| U.S. Rovereto                   | Rovereto (TN)                |
| U.S. Salorno / Salurn           | Salorno (BZ)                 |
| A.S.C. Sankt Martin in Passeier | San Martino in Passiria (BZ) |

## Classifica finale
|  | Pos. | Squadra               | Pt | G  | V  | N  | P  | GF | GS | DR  |
|  | ---- | --------------------- | -- | -- | -- | -- | -- | -- | -- | --- |
|  | 1.   | Bolzano               | 44 | 30 | 16 | 12 | 2  | 49 | 21 | +28 |
|  | 2.   | Rovereto              | 43 | 30 | 17 | 9  | 4  | 41 | 14 | +27 |
|  | 3.   | Fersina               | 33 | 30 | 8  | 17 | 5  | 30 | 27 | +3  |
|  | 4.   | Pinzolo               | 33 | 30 | 10 | 13 | 7  | 26 | 25 | +1  |
|  | 5.   | Garibaldina           | 30 | 30 | 9  | 12 | 9  | 28 | 25 | +3  |
|  | 6.   | Levico Terme          | 30 | 30 | 8  | 14 | 8  | 34 | 32 | +2  |
|  | 7.   | Bressanone / Brixen   | 30 | 30 | 7  | 16 | 7  | 24 | 26 | -2  |
|  | 8.   | Borgo                 | 29 | 30 | 6  | 17 | 7  | 20 | 19 | +1  |
|  | 9.   | Neumarkt / Egna       | 29 | 30 | 6  | 17 | 7  | 30 | 30 | 0   |
|  | 10.  | Salorno / Salurn      | 29 | 30 | 10 | 9  | 11 | 28 | 30 | -2  |
|  | 11.  | Laives / Leifers      | 27 | 30 | 8  | 11 | 11 | 30 | 35 | -5  |
|  | 12.  | Sankt Martin Passeier | 27 | 30 | 7  | 13 | 10 | 24 | 34 | -10 |
|  | 13.  | Alense                | 26 | 30 | 7  | 12 | 11 | 25 | 36 | -11 |
|  | 14.  | Gardolo               | 25 | 30 | 5  | 15 | 10 | 30 | 38 | -8  |
|  | 15.  | Lavis                 | 23 | 30 | 5  | 13 | 12 | 20 | 32 | -12 |
|  | 16.  | Lana                  | 22 | 30 | 6  | 10 | 14 | 27 | 42 | -15 |